# Tribe of Judah
I Tribe of Judah sono stati un supergruppo musicale heavy metal attivo dal 2001 al 2004, fondato dall'ex cantante dei Van Halen Gary Cherone.

## Storia
Questo progetto è diverso dalle altre band di Cherone, in quanto presenta un suono più vicino all'industrial metal. Una canzone incisa dal gruppo, "Left for Dead", era (presumibilmente) prevista per essere una traccia su un album dei Van Halen con Cherone alla voce.
Il gruppo incise solamente un album, Exit Elvis, dopodiché, nel 2004 si sciolse ufficialmente, a causa del fatto che Gary Cherone decise di tornare negli Extreme, e Mike Mangini negli Annihilator.

## Discografia

### Album in studio
- 2002 - Exit Elvis

### EP
- 2001 - East of Paradise

## Formazione
- Gary Cherone - voce (2001-2004)
- Leo Mellace - chitarra (2001-2004)
- Steve Ferlazzo - tastiera (2001-2004)
- Pat Badger - basso (2001-2004)
- Mike Mangini - batteria (2001-2004)